# Ron Ford
Ronald (Ron) Ford (Kansas City, Verenigde Staten, 29 september 1959) is een Nederlands-Amerikaanse componist, die sinds 1983 woont en werkt in Amsterdam.

## Opleiding
Ford studeerde compositie, piano en computerkunde aan de Duke University in North Carolina. Daarna studeerde hij verder in Nederland: compositie en piano aan het Sweelinck Conservatorium in Amsterdam en het Koninklijk Conservatorium in Den Haag bij Ton de Leeuw, Robert Heppener en Louis Andriessen. Hij volgde masterclasses bij Franco Donatoni in Siena en Mario Davidovsky in Tanglewood.

## Composities
Enkele werken van Ford:
- Trarre (1986), voor slagwerkensemble
- High Rise (1987), voor contrabas solo
- Comment qu'a moy lonteinne soies (1987), voor 4 baritons, 2 saxofoons, 2 contrabassen en 2 trombones
- Song and Dance (1990), voor sopraan en kamerorkest
- Inferno (1993), voor sopraan en ensemble
- Chain (1995), voor de blazers van het Koninklijk Concertgebouworkest
- Deus ex machina (1998) voor symfonieorkest en Fernorchester, voor het Nederlands Studenten Orkest
- Mandolino (2006), opera voor sopraan, alt, hobo, klarinet en strijkkwintet
- Linea (2007), voor Tatiana Koleva (marimba) en Rutger van Otterloo (baritonsaxofoon)[1]

## Prijzen en onderscheidingen
In 1991 kreeg Ford de aanmoedigingsprijs van het Amsterdams Fonds voor de Kunst voor de compositie Song and Dance. In 1999 werd hem de Matthijs Vermeulenprijs toegekend voor Salome Fast.

## Bron en externe link
- Pagina Ron Ford op de site van Donemus
- Titelbeschrijvingen in de bladmuziekcatalogus van de Muziekbibliotheek van de Omroep